# صالح بشير (صلوحي)
صالح بشير، كاتب وصحفي ومترجم تونسي من مواليد مدينة ماطر في العام 1952، عاد إلى بلاده في صيف 2008 بعد غياب دام 32 سنة، حيث وافته المنية يوم الخميس 19 شباط/ فبراير/ فيفري 2009.

## حياته
صالح بشير هو اسم الشهرة الذي استعمله للتوقيع على كتاباته، وترك اسمه الأصلي «صالح صلوحي» للاستعمال الإداري فقط. بعد دراسة جامعية غير مكتملة في معهد الصحافة وعلوم الإخبار، غادر صالح بشير تونس في خريف عام 1976، متوجها إلى طرابلس الغرب (ليبيا) حيث لم يبق فيها سوى اسابيع قليلة ليذهب بعدها إلى الجزائر أين اشتغل في الصحافة وتحديدا في مجال النقد الأدبي، لكنه ترك الجزائر بعد شهور قليلة متجها إلى بغداد حيث اشتغل في صحيفة «الراصد». لكن وبعد أشهر قليلة قضاها في العراق انتقل صالح بشير إلى بيروت في العام 1978 ليشتغل في صحيفة السفير كمترجم ثم كمحرر.

يقول طلال سلمان رئيس تحرير هذه الصحيفة عن قدوم صالح بشير إلى بيروت في مقال بعنوان «وداعاً صالح بشير»:

«حين جاءنا في السفير ذلك الفتى التونسي النحيل لم نطارده بالأسئلة. كانت المقاومة الفلسطينية في بيروت قبلة العديد من الشباب العربي، معظمهم جاء مندفعاً ليقاتل بالسلاح ضد العدو الإسرائيلي، وبعضهم جاء لعله يفيدها في العمل الصحافي أو الثقافي عموماً، لا سيما وقد كان ثمة مركز للأبحاث فضلاً عن مؤسسة الدراسات الفلسطينية.»

ويضيف طلال سلمان

"قال صالح بشير إنه ـ إذا ما خيّرناه ـ فهو يفضل أن يكتب في صفحة الرأي، وقد يساهم في ترجمة بعض النصوص ذات الأهمية الفكرية أو الوثائقية، وقد يشارك في بعض المحاورات والندوات الثقافية الطابع. 
لم يكن ممن يفرضون صداقتهم على الآخرين، بل لعل بعض زملائه قد أخذ عليه انطواءه على ذاته... ولم يكن ذلك رأي جوزف سماحة (الذي سبقه إلى الرحيل ولا بلال الحسن وحازم صاغية وجهاد الزين أطال الله أعمارهم)، فقد رأوا فيه مشروع كاتب مميز في صحافة الرأي."

ويتابع طلال سلمان حديثه عن مسيرة صالح بشير الحياتية والمهنية ليقول أنه:

«مع الاجتياح الإسرائيلي في صيف العام 1982 كان على العديد من أركان السفير في التحرير والكتّاب في صفحة الرأي أن يخرجوا من لبنان إلى حيث يمكنهم أن يكملوا ما بدأوه... وهكذا ذهب البعض مع بلال الحسن إلى باريس، حيث أنشأ «اليوم السابع»، وبعض آخر اختار لندن ليعمل مع جميل مروة في الحياة التي لم تلبث ملكيتها أن انتقلت إلى الأمير خالد بن سلطان. وهكذا استقر صالح بشير كاتباً في صفحات الرأي في الحياة. وكان يطل كل يوم أحد بمقال يبذل فيه الكثير من الجهد ويلخص فيه قراءاته ومتابعاته التي تشمل الكتب والدوريات فضلاً عن المجلات والصحف العالمية.»

وفي باريس عمل كذلك لفترة قصيرة في إذاعة فرنسا الدولية باللغة العربية… ثم انتقل إلى روما حيث عمل في تلفزيون يورونيوز، ليعود بعدها إلى العاصمة الفرنسية حيث عمل على إصدار صحيفة الأوان الثقافية الفكرية قبل سنوات وترأس تحريرها، ثم عاد إلى تونس بعدما فقد ابنه الشاب في باريس سنة 2007 على إثر مرض عضال… وكان موت ابنه الصدمة التي عجلت بعودته إلى مسقط رأسه.

## أعماله
أصدر صالح بشير مع الكاتب اللبناني حازم صاغية كتاباً مشتركاً بعنوان «تصدع المشرق العربي، السلام الدامي في فلسطين والعراق»؛ صدر عن دار رياض الريس للكتب والنشر في بيروت، كما نال مع حازم صاغية جائزة «مؤسسة البحث عن أرضية مشتركة» عام 1999، عن مقالة كتباها معاً حول الصراع العربي - الإسرائيلي.
كما أصدر صالح بشير دراسات حول الشؤون العربية والفكر السياسي في عدد من الدوريات والكتب المشتركة باللغات العربية والإنجليزية والفرنسية والإيطالية.
اشتهر صالح بشير بمقاله التحليلي في جريدة الحياة اللبنانية صباح كل أحد في ملحق «تيارات» وذلك منذ إعادة إصدارها في لندن عام 1988. كما واظب في الفترة الأخيرة من حياته على كتابة مقال أسبوعي لجريدة الجريدة الكويتية وكتابة تعليقين سياسيين لإذاعة «الشرق» في باريس كل أسبوع. وقد اختص في جل ما يكتب في إشكاليات الشرق الأوسط السياسية والحضارية…

## وفاته
بعد أشهر قليلة من الإقامة في مدينة بنزرت الشمالية والقريبة من مدينة منزل بورقيبة حيث يعيش والده الأرمل، انتقل صالح بشير إلى العاصمة تونس أين قرر الإقامة والبدء في دراسة مجموعة من المشاريع الثقافية لحساب معهد العالم العربي بباريس. لكن وبمجرد أن اكترى بيتا في حي «المنزه السادس» بضواحي تونس، وبعد أيام قليلة من المبيت وحيدا في هذا البيت، تم العثور على جثمانه وهو منكب على حاسوبه بصدد كتابة مقال جديد، وقيل أن سبب وفاته جاء نتيجة لسكتة قلبية حيث لم يكن قد ألم به مرض ما قبل ذلك. وقد ووري الثرى يوم الجمعة شباط/ فبراير/ فيفري 2009 بمقبرة مدينة «منزل بورقيبة» بولاية (محافظة) بنزرت…

### شهادات
وعن رحيله يقول طلال سلمان: 

"أمس، جاءنا الخبر الموجع: لقد رحل صالح بشير. ولأن الموت خبر مفاجئ دائماً، خاصة موت من نعرف ومن نحب، فقد صعقنا الغياب المبكر لهذا الكاتب التونسي الذي يغفر له وضوح أفكاره صعوبة أسلوبه المثقف. 
وداعاً يا رفيق السلاح الذي لم يحمل مرة السلاح، ولكنه أعطى بقدر ما أعطى بعض حمله وأكثر مما أعطى معظم من حمله في لبنان.. من أجل فلسطين."

ويكتب حسونة المصباحي:

«مسكين صديقنا صالح... يبدو أنه عاد لكي يموت!».. وأظن أن الأمر على هذه الصورة... نعم... لقد عاد صالح بشير إلى البلاد بعد 32 عاما من الغياب لكي يموت وحيدا في البيت الذي اكتراه قبل أسبوع في المنزه السادس. ولم يكن قد نام فيه غير بضعة ليال على حشية في انتظار شراء الأثاث اللازم له!

وكتب نور الدين بالطيب:

طيلة مسيرته الصحفية بين أكثر من منبر عربي عرف صالح بشير بكفاءته المهنية ونزاهته وتواضعه وحب الآخرين والوفاء للأصدقاء، كان ينصت أكثر مما يتكلّم ويقرأ أكثر مما يكتب وفي كل ذلك كان نموذجا للتواضع فهو كفاءة تونسية نادرة وموته المفاجئ على أثر سكتة قلبية يمثل خسارة حقيقية للثقافة العربية وللإعلام العربي الذي سيفتقده محللا بارعا وقلما نزيها ورجلا شريفا وتونسيا حتى النخاع رغم غيابه الطويل. كيف يمكن أن أنسى صالح بشير الذي جمعتني به مودّة كبيرة في الفترة الأخيرة ولم يكن صالح يخف سعادته بالعودة إلى وطنه وشاءت الأقدار أن يرحل صالح وهو في بدايات اكتشافه لبلاده التي غاب عنها عمرا

## وصلات خارجية
الموقع الشخصي لصالح بشير

الموقع الشخصي لصالح بشير الخاص بمقالاته

عن وفاته:

هذا المكان لصالح بشير - حازم صاغيّة

في رحيل صالح بشير

صالح بشير بقلم حسام عيتاني